# Risto Mattila
Risto Mattila (né le 4 février 1981 à Kannus en Finlande) est un snowboardeur finlandais spécialiste des épreuves techniques du Big Air et du Half-pipe. Il a commencé à snowboarder à l'âge de 13 ans dans la petite ville de Louekallio. Il est considéré comme l'un des meilleurs snowboardeurs finlandais avec Antti Autti. 

## Biographie
En 2004, il finit premier à la coupe du monde de Halfpipe devant son ami et compatriote Antti Autti. 
Il a gagné en 2005 l’épreuve de SlopeStyle de l’US Open et aussi le titre de meilleur rider de la compétition. À seulement 24 ans il a déjà participé aux Jeux olympiques d'hiver de 2002 de Salt Lake City où il a fini 16e et aux Jeux olympiques d'hiver de 2006 de Turin où il a fini 10e. Ce jeune finlandais a été couronné champion du monde de halfpipe en 2004, il a aussi créé la surprise en remportant le combiné SlopeStyle et SuperPipe au Nescafe Champs Open à Leysin en Suisse en mars 2004. Avec cette victoire il a gagné son billet d’entrée pour le prestigieux Artic Challenge à Tromsø en Norvège. Il finit 3e au Half-pipe dans cette même compétition.
En 2006-2007, Risto commence bien l'année en finissant 2e dans l'Air & Style et troisième dans le X-Trail Jam.
En 2008, il devient le nouveau no 1 mondial au Swatch TTR, avec une avance confortable de 70 points sur Andy Finch (USA), désormais no 2 mondial.

## Palmarès

### Jeux olympiques
- Jeux olympiques d'hiver de 2002 à Salt Lake City (États-Unis):
  - 16e sur l'épreuve du Half-pipe.
- Jeux olympiques d'hiver de 2006 à Turin (Italie) :
  - 10e sur l'épreuve du Half-pipe.

### Championnats du monde
- Ticket To Ride (TTR) World Snowboard Tour
  - 2e du Classement Général 2006
- Championnats du monde de 2003 à Kreischberg (Autriche) :
  -  Médaille de bronze du Big Air.

### Coupe du monde
- 1 petit  globe de cristal :
  - Vainqueur du classement half-pipe en 2004.
- 20 podiums dont 9 victoires.

## Planche
Sa planche se nomme l'infinite, elle a été conçue par Flow. Elle a été conçue pour répondre aux différentes demandes du Team rider Risto Mattila. Elle est très réactive dans la poudreuse et offre des impulsions dans les passages damés ou non. Fabriqué pour passer les gaps les plus féroces des parcs, réaliser des back-to-back tens dans les pipes, et s’attaquer aux pentes les plus abruptes de l’Alaska, l’agilité de l’Infinite ne connaît vraiment aucune limite. Conçue avec du Quadrax léger associé à du Carbone et à la technologie Whiskey Royale, couplé avec un shape directionnel grâce au multirayon, elle offre une glisse légère, rapide et puissante. 
Tailles: 156, 159, 159WD, 163, 164WD 

## Autres activités
Quand Risto n'est plus sur les pistes de snowboard, il passe son temps à Helsinki avec ses amis. Il aime les Salmiakki, la bonne nourriture, le ketchup et les films. Ses passe-temps sont le Skateboard, le tennis et la breakdance.

## Sponsors
Il est sponsorisé par Volvo, Flow Snowboarding, Giro, GoMobile, GSM-Suomi et Billabong.